# Synergistota
Synergistota es un filo reconocido recientemente de bacterias anaerobias Gram negativas, cuya forma celular es de bacilo o vibrio. Habitan en la mayoría de ambientes anaerobios, incluyendo el tracto gastrointestinal de animales, el suelo, pozos de petróleo, plantas de tratamiento de aguas residuales y en infecciones del ser humano tales como quistes, abscesos y enfermedad periodontal, donde aparece como patógeno oportunista.
Han sido identificados como contribuyentes importantes en la degradación de lodos para la producción de biogás en digestores anaeróbicos; y son candidatos potenciales para su uso en la producción de energía renovable a través de la producción de gas hidrógeno.